# Тонзилектомія
Тонзилектомія (Видалення мигдалин) — хірургічна операція, при якій виконується повне видалення мигдалини. Процедура виконується також при рецидивах тонзиліту або аденоідіту, апное, носових обструкціях дихальних шляхів, носійстві дифтерії, хропінні або при перітонзіллярному абсцесі. Незважаючи на те, що тонзилектомія виконується зараз рідше, ніж в 1950-ті роки, вона залишається однією з найпоширеніших хірургічних процедур у дітей у Сполучених Штатах.

## Показання
Показана тонзилектомія при гострому тонзиліті; тонзиліті, ускладненому паратонзилітами або тонзиліті II ступеня, що супроводжується вираженими токсико-алергічними явищами; а також при будь-якому рецидиві хронічного тонзиліту.

## Протипоказання
Протипоказання для тонзилектомії за останній час значно звузилися у зв'язку з удосконаленням передопераційної підготовки хворих і техніки операції. Натепер ця операція з успіхом проводиться дітям, починаючи з другого року життя. Літній і старечий вік самі по собі не є перешкодою до операції. Протипоказанням служать захворювання, що супроводжуються вираженою серцево-судинною, ниркової, печінкової і легеневої декомпенсацією, III стадія гіпертонічної хвороби, кардіосклероз, що супроводжується явищами стенокардії; абсолютними протипоказаннями є важкі захворювання крові (гемофілія, лейкози, геморагічний синдром). Тимчасовим протипоказанням служать гострі інфекційні захворювання, активний туберкульоз, а також і інші хвороби, яким властиво загострення під впливом операційної травми.
При вагітності тонзилектомія, нерідко рекомендована акушерами в цілях профілактичного видалення вогнища інфекції, пов'язана з деяким ризиком переривання вагітності, особливо, якщо в анамнезі є вказівки на викидень. Взагалі ж перша половина вагітності більш сприятлива для операції в сенсі збереження вагітності, ніж друга. На VIII ж і IX місяцях вагітності тонзилектомія повинна вважатися виправданою лише за наявності життєвих показань. У період епідемій грипу і дитячих інфекцій тонзилектомія може проводитися лише при дотриманні заходів огородження від можливого інфікування в до- і післяопераційному- періодах.